# Черняев, Александр Петрович
Алекса́ндр Петро́вич Черня́ев (род. 25 декабря 1954, Львов, Украинская ССР, СССР) — российский физик, специалист в области ускорительной техники, медицинской физики и взаимодействия ионизирующих излучений с веществом. Доктор физико-математических наук. Профессор.
Заведующий кафедрой физики ускорителей и радиационной медицины физического факультета МГУ имени М. В. Ломоносова. Заведующий отделом ядерно-физических методов в медицине и промышленности НИИЯФ МГУ. Проректор МГУ (2006-2016). Главный научный сотрудник лаборатории "Радиационные технологии" Физико-технического института Северо-Восточного федерального университета имени М. К. Аммосова.
Лауреат Ломоносовской премии I степени за педагогическую деятельность (2020). Награждён медалями ордена «За заслуги перед Отечеством» II степени (2005) и I степени (2016) и абхазским орденом «Честь и слава» III степени (2017). Победитель грантового конкурса для преподавателей магистратуры фонда Потанина (2018). В начале 2025 года награжден Орденом Дружбы.

## Биография
Родился во Львове в семье военнослужащего.
В 1981 году с отличием окончил физический факультет МГУ, кафедру ядерных взаимодействий и ускорителей..
Поступил на работу в Научно-исследовательский институт ядерной физики МГУ в должности инженера.
В 1989 году защитил кандидатскую диссертацию на тему "Анализ каналов фоторасщепления ядер 6,7Li в области гигантского дипольного резонанса" .
В том же году был избран в Объединённый профком МГУ заведующим орготделом.
С 1991 года заместитель председателя Объединённого профкома МГУ, с 1994 — первый заместитель председателя.
C 1994 года работал в должности доцента кафедры общей ядерной физики. С 1996 года заместитель заведующего кафедрой физики ускорителей высоких энергий физического факультета МГУ.
Под руководством Б. С. Ишханова в 2004 году защитил докторскую диссертацию на тему "Эффективность передачи дозы биологическим объектам пучками фотонов и электронов".
C 2005 года работает в должности профессора. С 2006 года заведующий кафедрой ускорителей высоких энергий физического факультета МГУ.. С 2011 года кафедра носит название кафедра физики ускорителей и радиационной медицины.
С 2006 по 2010 год работал на должности проректора - начальника Управления делами и административной политики МГУ.
В 2010 - 2016 годах проректор - начальник Управления социального и инфраструктурного обеспечения МГУ.
В должности проректора был ответственным за сохранение и развитие имущественного комплекса МГУ, за деятельность хозяйственных структур, за развитие социальной сферы и медицины, а также за арендные отношения. Кроме того, отвечал за обеспечение общеуниверситетских мероприятий, вел работу с судами, прокуратурой, роспотребнадзором, росприприроднадзором. Обеспечивал связь с муниципальными, городскими и региональными властями.
В 2011 году получил ученое звание профессора. В 2015 году возглавил созданную в НИИЯФ МГУ Лабораторию пучковых технологий и медицинской физики. В 2024 году лаборатория была преобразована в Отдел ядерно-физических методов в медицине и промышленности НИИЯФ МГУ.
В 2022 году был выдвинут в члены-корреспонденты РАН по специальности "Медицинская физика" по отделению "Физика". Среди кандидатов по этой специальности Александр Петрович Черняев имел самый низкий Индекс Хирша - 5. На 2025 год по публикациям на elibrary.ru имеет индекс Хирша 13.
А. П. Черняев является одним из инициаторов исследований применения радиационных технологий в промышленности. Является одним из ведущих отечественных специалистов по радиационной обработке продуктов питания. 

## Ученики
Под научным руководством А. П. Черняева защищены 14 кандидатских и 2 докторских диссертации.
Заместитель председателя диссертационного совета МГУ.02.11 (специальность "Радиобиология") и член диссертационного совета МГУ.013.2 (специальность "Физика пучков заряженных частиц и ускорительная техника").
Руководитель десятков дипломных и курсовых работ студентов.

## Педагогическая деятельность
Автор 12 общих и специальных лекционных курсов .
На физическом факультете МГУ читает учебные курсы "Ускорители заряженных частиц", "Взаимодействие ионизирующего излучения с веществом", "Современные проблемы физики" и "Радиационные технологии"..
Также читает лекции по курсам "Физика" для студентов факультета фундаментальной медицины, "Современное естествознание" для студентов факультета политологии и "Физико-химические основы современного естествознания" для факультета психологии..
Развивает направление "Медицинская физика" в региональных вузах России. На протяжении многих лет читает лекции для студентов СВФУ имени М.К. Аммосова. Организатор учебной ознакомительной практики для студентов - медицинских физиков из Петрозаводского государственного университета. Развивает взаимодействие с Самаркандским государственным университетом.
За успехи в педагогической деятельности удостоен Ломоносовской премии I степени за педагогическую деятельность среди профессоров (2020).

## Публикации
На 2019 год опубликовал более 520 печатных работ, из них 492 статьи в рецензируемых журналах (из них 11 в журналах Q1). Автор более 48 книг и учебных пособий.

### Избранные книги
1. А.П. Черняев. Радиационная медицинская физика. – М.:Издательство Московского университета, 2023 – 559 с.:ил.,табл. – ISBN 978-5-19-011843-8.
2. А. П. Черняев. Ионизирующие излучения. – М.: ИД КДУ, 2014. – 314 с.:ил., табл. – ISBN 978-5-906226-65-5.
3. А. П. Черняев. Радиационные технологии. Наука. Народное хозяйство. Медицина. – Москва:Издательство Московского университета, 2019. – 231 с.:ил. – ISBN 978-5-19-011409-6.
4. А. П. Черняев. Ускорители в современном мире. – М.: Издательство Московского университета, 2013. – 368 с. – ISBN 978-5-211-05754-8.
5. А. П. Черняев. Курс физики для медиков. Общая физика: Учебное пособие. – М: КДУ, 2016. – 336 с.:ил.,табл. – ISBN 978-5-906226-80-8.
6. А. П. Черняев. Естествознание – политологам. "Физика". Общая физика: Учебное пособие. – М.: Издательство Московского университета, 2023. – 181 с.:ил.,табл. – ISBN 978-5-19-011908-4.
7. А. П. Черняев. Физические основы медицинской техники. – М.: Издательство Московского университета, 2014. – 160 с. – ISBN 978-5-19-011032-6.
8. А. П. Черняев. Ядерно-физические методы в медицине. – М.: КДУ, Университетская книга, 2016. – 192 с. Илл.,табл. – ISBN 978-5-91304-708-3.

#### Цикл пособий "Библиотека медицинского физика"
Под руководством А. П. Черняева был написан цикл "Библиотека медицинского физика", включающий 12 пособий, в 8 из которых выступал в роли соавтора. Данный цикл подготовлен для слушателей, обучающихся по программам переподготовки медицинских физиков.